# Эта (гора)
Э́та (/ˈɛtə/; греч. Οίτη, др.-греч. Οἴτη) — гора в Центральной Греции и названная в честь неё центральная группа горной цепи. Находится в юго-восточной части Пинда и достигает в высоту 2152 метров. Начиная с 1966 года центральная часть горы является национальным парком (Εθνικός Δρυμός Οίτης), который входит в охранную сеть «Натура 2000».

## География
Гора Эта расположена на границах периферийных единиц Фокиды на юге и Фтиотида на севере.
Её северная сторона имеет крутой и труднодоступный рельеф до долины реки Сперхиоса, который разбит на ряд глубоких ущелий. Среди рек формирующих ущелья, наиболее известной является река Горгопотамос. На некоторых реках есть большие водопады, один из них — водопад Кремастос (Κρεμαστός) считается самым высоким в Центральной Греции. Восточный склон образован долиной реки Асопос, притока Сперхиоса, которая отделяет Эту от соседней горы Калидромон. Южные склоны Эты граничат с горами Вардусией на юго-западе и Гьоной на юго-востоке. Западный склон Эты отделён от горы Гулина (Γουλινά) долиной реки Инахоса (Инаха, Ίναχος), известной как Вистрица (Βίστριτσα), притока Сперхиоса.